# Liz Solari
María Isabel Solari Poggio, detta Liz (Barranquilla, 18 giugno 1983), è una modella, attrice e conduttrice televisiva argentina.

## Biografia
Nata in Colombia poiché, all'epoca, il padre Eduardo (fratello del calciatore e allenatore Jorge) era direttore tecnico della squadra dell'Atletico Junior, María Isabel Solari è sorella degli ex calciatori Santiago, Esteban e David Solari. La sua famiglia rientrò in Argentina quando María Isabel aveva 3 anni. Nel 2001 vinse il concorso dell'agenzia Dotto Models, di Pancho Dotto, iniziando così carriera come modella. Ha prestato il suo volto per vari e prestigiosi marchi nazionali e internazionali, consolidandosi professionalmente come top model nell'America del Sud.
Stabilitasi negli Stati Uniti e successivamente in Europa per due anni, ha iniziato a farsi chiamare con il soprannome, mai più abbandonato, di Liz, lavorando con stilisti come Roberto Cavalli e Jean-Paul Gaultier. Ha prestato il suo volto per svariati marchi quali Zara, Almacenes Taft, Carpisa, Scunci e altri di livello internazionale quali Pantene, Veet, Sedal. Nel 2008 ha intrapreso la carriera di attrice. Ha partecipato al film El Desafío, versione argentina di High School Musical e di seguito ha recitato il ruolo principale nello spettacolo teatrale Barbie Live, risultato un successo in Argentina, Uruguay, Peru e Brasile. In questa commedia musicale Liz recita, canta e balla.
Ha preso parte nel 2009 alla serie televisiva Champs 12 di America TV. Il programma andava in onda in Argentina, Italia, Turchia e Israele. Nel maggio del 2010 si è stabilita in Inghilterra per frequentare un corso di recitazione presso la Central School of Speech and Drama. A questo è seguito un corso di perfezionamento alla scuola di recitazione Lamda. A maggio 2011 ha recitato, come coprotagonista di Enrico Brignano, nel film italiano Ex - Amici come prima!, sotto la regia di Carlo Vanzina. Più tardi ha preso parte alla serie Benvenuti a tavola, in onda dal 2012 in Italia.
Nel febbraio del 2012 ha recitato nel film Mala diretto da Adrián Caetano. Ha cominciato inoltre a recitare nella serie televisiva Sos mi hombre, prodotta da Polka. Nel 2013 ha preso parte a due film: la nuova produzione di Diego Rafecas, First Law e Amapola, del regista Eugenio Zanetti. Nello stesso anno ha recitato un ruolo da protagonista nella puntata unica Historias de corazón per il canale argentino Telefé. Nel 2014 ha condotto al fianco di Enrico Brignano Il meglio d'Italia, programma messo in onda dalla Rai. Nel 2015 ha girato Estocolmo che Netflix ha distribuito nel 2016, recitando il ruolo di Larisa. Sempre nel 2015 è stata protagonista del film Sei mai stata sulla Luna? di Paolo Genovese, accanto a Raoul Bova. Nel 2016 ha girato Permitidos sotto la regia di Ariel Winograd.

## Filmografia

### Cinema
- High School Musical: La sfida, regia di Jorge Nisco (2008)
- Ex - Amici come prima!, regia di Carlo Vanzina (2011)
- Mala, regia di Israel Adrián Caetano (2013)
- Amapola, regia di Eugenio Zanetti (2014)
- Sei mai stata sulla Luna?, regia di Paolo Genovese (2015)
- Permitidos, regia di Ariel Winograd (2016)
- Ley primera, regia di Diego Rafecas (2017)
- Finché c'è prosecco c'è speranza, regia di Antonio Padovan (2017)
- Soy tu karna, regia di Marcelo Politano (2017)
- The Last Man, regia di Rodrigo H. Vila (2018)
- Il grande salto, regia di Giorgio Tirabassi (2019)
- Ex casados, regia di Sabrina Farji (2021)

### Televisione
- Champs 12 – telenovela (2009)
- Fisica o chimica (Física o Química) – serie TV, 1 episodio (2010)
- Benvenuti a tavola - Nord vs Sud – serie TV, 4 episodi (2012)
- Sos mi hombre – telenovela, 68 puntate (2012)
- Historias de Corazón – serie TV, episodio 1x26 (2013)
- Estocolmo – serie TV, 4 episodi (2016)
- Al posto suo, regia di Riccardo Donna – film TV (2020)
- Submersos – serie TV, 5 episodi (2020)
- Barrabrava – serie TV (2023)

### Programmi televisivi
- Bailando por un Sueño (2007)
- Bailando por un Sueño (2012)
- Il meglio d'Italia (2014)
- Resto del mundo (2018)